# Casa Bolet (Vilanova i la Geltrú)
La Casa Bolet és una obra de Vilanova i la Geltrú (Garraf) protegida com a Bé Cultural d'Interès Local.

## Descripció
Es tracta d'un edifici entre mitgeres fent cantonada destinat a habitatge unifamiliar.
L'immoble és de planta rectangular en planta baixa i formant U a les plantes superiors, compost de planta baixa i dues plantes pis. La coberta plana és accessible i d'allà sobresurt una torratxa central de planta rectangular. Les crugies són perpendiculars a la façana principal. A la planta baixa trobem el vestíbul amb arcades i l'escala central que dona accés a les plantes superiors.
Les parets són de paredat comú i totxo. Els forjats són de bigues de fusta i revoltó i de llata i rajola.
Les façanes es componen segons dos eixos verticals amb balcons en ordre descendent i amb llinda. La façana principal té el portal central d'arc rebaixat i tres de mig punt a la planta baixa. Els balcons són de pedra. Al primer pis hi ha finestra i tribuna. El coronament està format per una cornisa i una barana de terrat.